# Hubert Korbacher
Hubert Korbacher (né le 17 juillet 1892 à Arnstein et mort le 6 mai 1961 à Schwabmünchen) est un homme politique allemand (BVP).

## Biographie
Korbacher est pilote pendant la Première Guerre mondiale jusqu'à ce qu'il soit grièvement blessé en septembre 1917, avec le Fliegerabteilung 46 b. Après la mort de son frère jumeau Fritz, il devient maître horloger, reprend l'entreprise de ses parents et s'engage au Parti populaire bavarois (BVP) sous la République de Weimar. Il est membre du Reichstag de 1930 à novembre 1933 en réprésentant la 26e circonscription (Franconie), où, comme tous les membres du BVP, il vote pour la loi des pleins pouvoirs d'Hitler.
De 1931 à 1932, Korbacher prend position à plusieurs reprises contre la montée du national-socialisme de l'époque en tant qu'orateur lors de réunions de masse du parti populaire bavarois. Après la « prise du pouvoir » national-socialiste en 1933, la pression contre Korbacher augmente en conséquence. Lorsque Hubert Korbacher est inscrit comme candidat du NSDAP dans l'annonce de la proposition électorale pour l'élection du Reichstag le 12 novembre 1933, le groupe local du NSDAP de sa ville natale exige dans une lettre adressée au Gauleitung de Wurtzbourg le 15 novembre 1933 : «Korbacher doit se retirer de la scène politique parce qu'il est intolérable".